# Leake County
Leake County er et county i den amerikanske delstat Mississippi. 
32°45′N 89°31′V / 32.75°N 89.52°V